# Conclave do outono de 1590
O Conclave de outubro a dezembro de 1590 (8 de outubro a 5 de dezembro) foi o segundo conclave de 1590 e aquele durante o qual Papa Gregório XIV foi eleito sucessor do Papa Urbano VII. Este conclave foi marcado por uma interferência real sem precedentes de Filipe II de Espanha.

## O pontificado de Urbano VII
Urbano VII foi eleito papa em 15 de setembro de 1590. Em 27 de setembro de 1590, ele morreu devido a uma infecção por malária após apenas 12 dias de seu pontificado antes de ser coroado, dando a ele o mais curto papado da história. Sua morte foi profundamente lamentada pelos pobres de Roma, que herdaram sua riqueza.

## Divisões e candidatos
Como no conclave anterior, havia três grandes facções:
- Facção espanhola - apoiadores políticos da Espanha. O núcleo do partido foi formado pelos cardeais Madruzzo (líder da facção), Deza, Mendoza, Tagliavia d'Aragona, Spinola, Marchntonio Colonna, Ascanio Colonna, Gallio, Pellevé, Santori, Rusticucci, Sfondrati, Paleotti, Simoncelli, Facchinetti, Carafa, Allen, Cusani, Giovanni Vincenzo Gonzaga, Scipione Gonzaga, Andreas von Österreich e Caetani;
- Facção Sistina - indicados por Sisto V, liderados por seu sobrinho-neto Alessandro Peretti de Montalto. Os membros desta facção foram os cardeais Castrucci, Pinelli, Aldobrandini, della Rovere, Bernerio, Galli, Sarnano, Rossi, Sauli, Pallotta, Morosini, Pierbenedetti, Petrocchini, Matei, Giustiniani, Borromeo, del Monte e Pepoli;
- Gregorianos - nomeados de Gregório XIII: Sforza, Médici, Canani, Salviati, Valeri, Lauro, Lancelotti. O cardeal Sforza, o líder desta facção, foi relacionado por casamento a Gregório XIII.

Havia dois pequenos grupos praticando nepotismo. Um estava relacionado a Pio IV (Sitticus von Hohenems, Serbelloni, Gesualdo e Avalos d'Aragona) e o outro a Pio V (Bonelli, Albani). Devido ao pequeno tamanho dos grupos, eles quase não tiveram nenhum papel importante e a maioria dos nomeados desses papas se tornou parte da facção espanhola.
Os cardeais considerados papabile foram Serbelloni, Marchntonio Colonna, Gálio, Paleotto, Madruzzo, Santori, Facchinetti, Sfondrati, Valier, Lauro, della Rovere.
No contexto deste conclave, a Profecia dos Papas foi forjada, provavelmente para apoiar a tentativa do cardeal Girolamo Simoncelli pelo papado.

## Interferência de Filipe II da Espanha
Em 6 de outubro, mesmo antes do início do conclave, o embaixador espanhol Olivares deu aos cardeais as recomendações oficiais do rei Filipe II. Eles continham duas listas de nomes. O primeiro tinha sete nomes: Madruzzo, Santori, Facchinetti, Sfondrati, Paleotti, Gallio e Marcantonio Colonna. A vontade oficial do rei era a escolha de um desses sete nomes. A segunda lista continha os nomes de 30 cardeais, nos quais Filipe II colocou um veto claro. Os súditos de Madri foram proibidos de votar contra as recomendações do rei. Filipe II desejava garantir sua reivindicação ao trono francês, ganhando poder sobre a Santa Sé. Embora no passado os monarcas seculares tivessem tentado muitas vezes e de maneiras diferentes influenciar a eleição dos papas, tal interferência explícita era sem precedentes. Apenas exclusiva .

## Conclave
O conclave começou em 8 de outubro, com 52 cardeais. Alguns dias depois, Camerlengo Caetani juntou-se a eles após seu retorno da França e, em 13 de outubro, chegou o cardeal Andreas von Österreich. O cardeal Mantalto nomeou Ippolito Aldobrandini, mas o cardeal Madruzzo, que era o líder da facção espanhola, e de acordo com a vontade do rei Filipe II, torpedeou efetivamente essa candidatura. A indicação do cardeal Vincenzo Lauro, proposta por Montalo e Sforza, sofreu o mesmo destino.
Em 12 de outubro, houve um boato em Roma de que Marco Antonio Colonna foi eleito o novo papa. Sua indicação ocorreu, mas não recebeu a maioria dos votos, devido à oposição de Sforza e sua facção. Os espanhóis também não queriam apoiá-lo. Embora Colonna fosse uma das escolhas de Filipe II, não se sabia oficialmente que ele e Gálio não eram populares em Madri e sua eleição era improvável.
Em 15 de outubro, a facção espanhola tomou a iniciativa e nomeou seu líder Madruzzo. A candidatura encontrou forte oposição dos cardeais Sforza, d'Aragony e Venetian. As objeções contra Madruzzo incluíam seus laços estreitos com o rei da Espanha, seu mau estado de saúde (ele foi prejudicado pela gota ) e até sua origem (sua mãe era alemã).
Após a rejeição de Madruzzo, o cardeal Montalto ofereceu à facção espanhola cinco nomes - Aldobrandini, Lauro, Valiero, Salviati e Medici - e pediu que escolhessem um. Como o rei Filipe havia rejeitado os cinco, nenhum deles foi escolhido.
Como resultado da prolongada sede vacante , cada vez mais caos reinava nas ruas. Durante novembro, as divergências entre os cardeais aumentaram em vez de diminuir. O principal oponente da facção espanhola foi o cardeal Montalto.
No final de novembro, a maioria dos cardeais chegou gradualmente à conclusão de que, por mais ultrajante que fosse a interferência de Filipe II, sem o apoio de seus seguidores, não havia chance de eleger um papa, por isso seria melhor escolher alguém. a lista dele. Em 4 de dezembro, portanto, apoiado pela facção de Madri, o cardeal Paleotti recebeu 33 votos (ele precisava de mais três para vencer). Montalto não preferia Paleotti, então, junto com Sforza, ele chegou à conclusão de que, para impedir sua eleição, eles precisavam apoiar Sfondrati ou Facchinetti. No final, eles decidiram eleger Sfondrati.

## Eleição de Gregório XIV
Na manhã de 5 de dezembro de 1590, após quase dois meses de conclusão, o cardeal Niccolo Sfondrati, 55 anos, bispo de Cremona, foi eleito papa e escolheu o nome Gregório XIV. Sua coroação ocorreu em 8 de dezembro de 1590.

## Cardeais votantes
| Consistóro                    | Out 1590 |
| ----------------------------- | -------- |
| Dezembro 1553                 | 1        |
| Consistórios de Júlio III     | 1        |
| Janeiro 1560                  | 1        |
| Fevereiro 1561                | 4        |
| Março 1565                    | 3        |
| Consistórios de Pio IV        | 8        |
| Março 1566                    | 1        |
| Março 1568                    | 1        |
| Maio 1570                     | 4        |
| Consistórios de Pio V         | 6        |
| Novembro 1576                 | 1        |
| Março 1577                    | 1        |
| Fevereiro 1578                | 2        |
| Dezembro 1578                 | 1        |
| Dezembro 1583                 | 15       |
| Julho 1584                    | 1        |
| Consistórios de Gregório XIII | 21       |
| Maio 1585                     | 1        |
| Dezembro 1585                 | 5        |
| Novembro 1586                 | 8        |
| Agosto 1587                   | 1        |
| Dezembro 1587                 | 7        |
| Julho 1588                    | 1        |
| Dezembro 1588                 | 2        |
| Dezembro 1589                 | 4        |
| Consistórios de Sisto V       | 29       |
| Total                         | 65       |

| Criado por                 | Cardeais | Por Cento |
| -------------------------- | -------- | --------- |
| Papa Júlio III (JIII)      | 01       | 1,54 %    |
| Papa Pio IV (PIV)          | 08       | 12,31 %   |
| Papa Pio V (PV)            | 06       | 9,23 %    |
| Papa Gregório XIII (GXIII) | 021      | 32,31 %   |
| Papa Sisto V (SV)          | 029      | 44,62 %   |
| Total                      | 65       | 100 %     |

### Cardeais Bispos
| Nº | Nome                                    | Consistório    | Papa |
| -- | --------------------------------------- | -------------- | ---- |
| 1  | Giovanni Antonio Serbelloni             | Janeiro 1560   | PIV  |
| 2  | Alfonso Gesualdo                        | Fevereiro 1561 | PIV  |
| 3  | Innico d'Avalos d'Aragona, O.S.Iacobis. | Fevereiro 1561 | PIV  |
| 4  | Marco Antônio Colonna                   | Março 1565     | PIV  |
| 5  | Tolomeo Gallio                          | Março 1565     | PIV  |
| 6  | Gabriele Paleotti                       | Março 1565     | PIV  |

### Cardeais Presbíteros
| Nº | Nome                                      | Consistório    | Papa  |
| -- | ----------------------------------------- | -------------- | ----- |
| 7  | Girolamo Simoncelli                       | Dezembro 1553  | JIII  |
| 8  | Markus Sitticus von Hohenems              | Fevereiro 1561 | PIV   |
| 9  | Ludovico Madruzzo                         | Fevereiro 1561 | PIV   |
| 10 | Michele Bonelli, O.P.                     | Março 1566     | PV    |
| 11 | Antonio Carafa                            | Março 1568     | PV    |
| 12 | Giulio Antonio Santori                    | Maio 1570      | PV    |
| 13 | Girolamo Rusticucci                       | Maio 1570      | PV    |
| 14 | Nicolas de Pellevé                        | Maio 1570      | PV    |
| 15 | Gian Girolamo Albani                      | Maio 1570      | PV    |
| 16 | Pedro De Deza                             | Fevereiro 1578 | GXIII |
| 17 | Giovanni Vincenzo Gonzaga, O.S.Io.Hieros. | Fevereiro 1578 | GXIII |
| 18 | Giovanni Antonio Facchinetti              | Dezembro 1583  | GXIII |
| 19 | Alexandre Otaviano de Médici              | Dezembro 1583  | GXIII |
| 20 | Giulio Canani                             | Dezembro 1583  | GXIII |
| 21 | Niccolò Sfondrati                         | Dezembro 1583  | GXIII |
| 22 | Anton Maria Salviati                      | Dezembro 1583  | GXIII |
| 23 | Agostino Valier                           | Dezembro 1583  | GXIII |
| 24 | Vincenzo Lauro                            | Dezembro 1583  | GXIII |
| 25 | Filippo Spinola                           | Dezembro 1583  | GXIII |
| 26 | Scipione Lancelotti                       | Dezembro 1583  | GXIII |
| 27 | Giovanni Battista Castrucci               | Dezembro 1585  | SV    |
| 28 | Domenico Pinelli                          | Dezembro 1585  | SV    |
| 29 | Ippolito Aldobrandini, sênior             | Dezembro 1585  | SV    |
| 30 | Girolamo della Rovere                     | Novembro 1586  | SV    |
| 31 | Girolamo Bernerio, O.P.                   | Novembro 1586  | SV    |
| 32 | Antonio Maria Galli                       | Novembro 1586  | SV    |
| 33 | Costanzo da Sarnano, O.F.M.Conv.          | Novembro 1586  | SV    |
| 34 | William Allen                             | Agosto 1587    | SV    |
| 35 | Scipione Gonzaga                          | Dezembro 1587  | SV    |
| 36 | Antonio Maria Sauli                       | Dezembro 1587  | SV    |
| 37 | Giovanni Evangelista Pallotta             | Dezembro 1587  | SV    |
| 38 | Juan Hurtado de Mendoza                   | Dezembro 1587  | SV    |
| 39 | Giovanni Francesco Morosini               | Julho 1588     | SV    |
| 40 | Mariano Pierbenedetti                     | Dezembro 1589  | SV    |
| 41 | Gregorio Petrocchini, O.E.S.A.            | Dezembro 1589  | SV    |

### Cardeais Diáconos
| Nº | Nome                           | Consistório   | Papa  |
| -- | ------------------------------ | ------------- | ----- |
| 42 | André da Áustria               | Novembro 1576 | GXIII |
| 43 | Simeone Tagliavia d'Aragonia   | Dezembro 1583 | GXIII |
| 44 | Francesco Sforza               | Dezembro 1583 | GXIII |
| 45 | Alessandro Peretti di Montalto | Maio 1585     | SV    |
| 46 | Ippolito de Rossi              | Dezembro 1585 | SV    |
| 47 | Girolamo Mattei                | Novembro 1586 | SV    |
| 48 | Benedetto Giustiniani          | Novembro 1586 | SV    |
| 49 | Ascânio Colonna                | Novembro 1586 | SV    |
| 50 | Frederico Borromeu             | Dezembro 1587 | SV    |
| 51 | Agostino Cusani                | Dezembro 1588 | SV    |
| 52 | Francesco Maria Del Monte      | Dezembro 1588 | SV    |
| 53 | Guido Pepoli                   | Dezembro 1589 | SV    |

### Cardeais ausentes

#### Cardeais Presbíteros
| Nº | Nome                          | Consistório   | Papa  |
| -- | ----------------------------- | ------------- | ----- |
| 54 | Gaspar de Quiroga y Vela      | Dezembro 1578 | GXIII |
| 55 | Rodrigo de Castro Osorio      | Dezembro 1583 | GXIII |
| 56 | François de Joyeuse           | Dezembro 1583 | GXIII |
| 57 | Jerzy Radziwiłł               | Dezembro 1583 | GXIII |
| 58 | Charles II de Bourbon-Vendôme | Dezembro 1583 | GXIII |
| 59 | Enrico Caetani                | Dezembro 1585 | SV    |
| 60 | Philippe de Lenoncourt        | Novembro 1586 | SV    |
| 61 | Pierre de Gondi               | Dezembro 1587 | SV    |

#### Cardeal Diácono
| Nº | Nome                                       | Consistório   | Papa  |
| -- | ------------------------------------------ | ------------- | ----- |
| 62 | Albrecht VII Habsburg                      | Março 1577    | GXIII |
| 63 | Andrew Báthory                             | Julho 1584    | GXIII |
| 64 | Hugues Loubenx de Verdalle, O.S.Io.Hieros. | Dezembro 1587 | SV    |
| 65 | Carlo di Lorena                            | Dezembro 1589 | SV    |